# ACF Fiorentina 2024-2025
Questa voce raccoglie le informazioni riguardanti l'ACF Fiorentina nelle competizioni ufficiali della stagione 2024-2025.

## Stagione
Dopo tre stagioni con Vincenzo Italiano, in questa stagione arriva al suo posto come nuovo allenatore Raffaele Palladino, reduce da due stagioni discrete sulla panchina del Monza. Ancor prima dell'avvio della stagione iniziano i tanto attesi lavori di ristrutturazione e ammodernamento del Franchi, che costringono la tifoseria organizzata a spostarsi in Curva Ferrovia.
Nella sessione di mercato estiva vengono ceduti González, Duncan, Milenković, Nzola, mentre fanno ritorno ai rispettivi club Belotti, Faraoni, Lopez e Arthur. In entrata gli acquisti più rilevanti sono Gosens, Guðmundsson, Colpani, Adli, Bove, Kean e il numero uno De Gea.
Nelle prime tre battute del campionato la squadra arranca molto, rosicchiando tre pareggi deludenti contro le neopromosse Parma e Venezia e il Monza. Alla ripresa dalla prima sosta nazionali, nonostante la sconfitta in rimonta a Bergamo, i gigliati battono la Lazio e avviano una sorprendente striscia di vittorie pirotecniche che li portano a lottare per la vetta, trascinati soprattutto dai gol del neoacquisto Moise Kean; ma al quarto d'ora della gara casalinga con l'Inter, il giovane mediano neoarrivato Bove cade vittima di un arresto cardiaco e viene ricoverato in terapia intensiva all'ospedale di Careggi. Viene dimesso un mese dopo, ma l'impianto di un defibrillatore cardiaco sottocutaneo e le severe norme della Federcalcio gli vietano di giocare. L'evento scuote parecchio la piazza, che cala di rendimento e al giro di boa chiude al quinto posto, rimanendo fuori dalla lotta scudetto.
Il ritorno si apre con l'orribile sconfitta in casa del Monza ultimo classificato, che apre un rendimento altalenante: durante la 26ª giornata, persa 0-1 in casa del Verona, Kean subisce un fallo involontario che lo fa svenire. Le vittorie più importanti vengono contro il recupero interno con l'Inter (disputato tre giorni prima del ritorno) e le odiate Atalanta (1-0) e Juventus (3-0); prima del fischio d'inizio contro i sabaudi, la Fiesole espone una coreografia-sfottò per la quale viene sanzionata. Piegata l'Atalanta, i viola perdono 4 punti contro Milan e Parma, ma recuperano contro Cagliari ed Empoli, piombando poi nell'Olimpico giallorosso. L'orribile sconfitta contro al Venezia  sembra escludere i gigliati dall'Europa, ma la rocambolesca vittoria contro al Bologna fresco vincitore della Coppa Italia e la rimonta di Udine all'ultima giornata, assieme ai risultati dei diretti avversari, permettono alla Fiorentina di qualificarsi in Conference League per la quarta volta di fila.
In Coppa Italia i gigliati partono dagli ottavi e vengono eliminati ai rigori dall'Empoli (che accederà alla semifinale); la partita è stata giocata pochi giorni dopo l'arresto cardiaco di Bove, per cui i gigliati erano ancora estremamente scossi.
In Conference League la squadra parte dal doppio spareggio contro la Puskás Akadémia, riuscendo a qualificarsi con due pareggi (3-3 all'andata e 1-1 al ritorno), grazie anche agli interventi di De Gea, imponendosi poi ai tiri di rigore. I gigliati concludono la fase campionato al terzo posto, passando automaticamente agli ottavi di finale, dove elimina i greci del Panathinaikos (sconfitta per 3-2 all'andata e vittoria al ritorno per 3-1) e poi gli sloveni del Celje ai quarti di finale, giungendo alla semifinale di Conference League per il terzo anno consecutivo, stavolta contro il Real Betis. Tuttavia, la seconda semifinale consecutiva si conclude con l'eliminazione dei gigliati: l'andata in Spagna si conclude con una sconfitta per 2-1, e il ritorno viene vinto con lo stesso risultato, seguito però dal 2-2 finale ai supplementari che costa l'eliminazione alla Fiorentina.

## Divise e sponsor
Vengono confermati sponsor tecnico e ufficiale, rispettivamente Kappa e Mediacom. La divisa casalinga e da trasferta sono a tinta unita rispettivamente viola e bianca con collo a polo e decorazioni leggermente differenti. La terza invece, presentata il giorno dell'anniversario della società, è completamente rossa con polsi e collo a "V" viola. La quarta, presentata il 30 gennaio 2025, sfuma da viola a nero.
| Casa | Trasferta | Terza divisa | Quarta divisa |

## Rosa
Rosa e numerazione aggiornate al 3 febbraio 2025.
| N. |                      | Ruolo | Calciatore                   |
| -- | -------------------- | ----- | ---------------------------- |
| 1  | Italia (bandiera)    | P     | Pietro Terracciano           |
| 2  | Brasile (bandiera)   | D     | Dodô                         |
| 3  | Italia (bandiera)    | D     | Cristiano Biraghi (capitano) |
| 4  | Marocco (bandiera)   | C     | Sofyan Amrabat               |
| 4  | Italia (bandiera)    | C     | Edoardo Bove                 |
| 5  | Croazia (bandiera)   | D     | Marin Pongračić              |
| 6  | Italia (bandiera)    | D     | Luca Ranieri (capitano)      |
| 7  | Italia (bandiera)    | A     | Riccardo Sottil              |
| 8  | Italia (bandiera)    | C     | Rolando Mandragora           |
| 9  | Argentina (bandiera) | A     | Lucas Beltrán                |
| 10 | Islanda (bandiera)   | A     | Albert Guðmundsson           |
| 11 | Francia (bandiera)   | C     | Jonathan Ikoné               |
| 14 | Argentina (bandiera) | D     | Nicolás Valentini            |
| 15 | Italia (bandiera)    | D     | Pietro Comuzzo               |
| 17 | Italia (bandiera)    | C     | Nicolò Zaniolo               |
| 18 | Spagna (bandiera)    | D     | Pablo Marí                   |
| 19 | Argentina (bandiera) | C     | Gino Infantino               |
| 20 | Italia (bandiera)    | A     | Moise Kean                   |

| N. |                           | Ruolo | Calciatore            |
| -- | ------------------------- | ----- | --------------------- |
| 21 | Germania (bandiera)       | C     | Robin Gosens          |
| 22 | Argentina (bandiera)      | D     | Matías Moreno         |
| 23 | Italia (bandiera)         | C     | Andrea Colpani        |
| 24 | Marocco (bandiera)        | C     | Amir Richardson       |
| 27 | Italia (bandiera)         | C     | Cher Ndour            |
| 28 | Argentina (bandiera)      | D     | Lucas Martínez Quarta |
| 29 | Francia (bandiera)        | C     | Yacine Adli           |
| 30 | Italia (bandiera)         | P     | Tommaso Martinelli    |
| 32 | Italia (bandiera)         | C     | Danilo Cataldi        |
| 33 | Italia (bandiera)         | D     | Michael Kayode        |
| 43 | Spagna (bandiera)         | P     | David de Gea          |
| 44 | Italia (bandiera)         | C     | Nicolò Fagioli        |
| 53 | Danimarca (bandiera)      | P     | Oliver Christensen    |
| 65 | Italia (bandiera)         | D     | Fabiano Parisi        |
| 72 | Rep. Ceca (bandiera)      | C     | Antonín Barák         |
| 90 | Italia (bandiera)         | C     | Michael Folorunsho    |
| 99 | Costa d'Avorio (bandiera) | A     | Christian Kouamé      |

## Calciomercato

### Sessione estiva
| Acquisti         | Acquisti             | Acquisti       | Acquisti                                                          |
| R.               | Nome                 | da             | Modalità                                                          |
| ---------------- | -------------------- | -------------- | ----------------------------------------------------------------- |
| D                | Marin Pongračić      | Lecce          | definitivo (15 milioni €)                                         |
| A                | Moise Kean           | Juventus       | definitivo (13 milioni €)                                         |
| C                | Andrea Colpani       | Monza          | prestito (4 milioni €) con diritto di riscatto (12 milioni €)     |
| P                | David De Gea         |                | svincolato                                                        |
| C                | Robin Gosens         | Union Berlino  | prestito                                                          |
| C                | Danilo Cataldi       | Lazio          | prestito con diritto di riscatto                                  |
| C                | Amir Richardson      | Stade Reims    | definitivo (10 milioni €)                                         |
| C                | Yacine Adli          | Milan          | prestito (1,5 milioni €) con diritto di riscatto (10,5 milioni €) |
| C                | Edoardo Bove         | Roma           | prestito (1,5 milioni €)                                          |
| A                | Albert Guðmundsson   | Genoa          | prestito (8 milioni €) con diritto di riscatto (17 milioni €)     |
| D                | Matías Moreno        | Belgrano       | definitivo (5 milioni €)                                          |
| Altre operazioni |                      |                |                                                                   |
| R.               | Nome                 | da             | Modalità                                                          |
| C                | Abdelhamid Sabiri    | Al-Fayha       | fine prestito                                                     |
| C                | Sofyan Amrabat       | Manchester Utd | fine prestito                                                     |
| A                | Josip Brekalo        | Hajduk Spalato | fine prestito                                                     |
| C                | Alessandro Bianco    | Reggiana       | fine prestito                                                     |
| A                | Louis Munteanu       | Farul Costanza | fine prestito                                                     |
| D                | Niccolò Pierozzi     | Salernitana    | fine prestito                                                     |
| A                | Filippo Distefano    | Ternana        | fine prestito                                                     |
| C                | Lorenzo Amatucci     | Ternana        | fine prestito                                                     |
| D                | Christian Dalle Mura | Ternana        | fine prestito                                                     |
| A                | Aleksandr Kokorin    | Arīs Limassol  | fine prestito                                                     |
| D                | Lorenzo Lucchesi     | Ternana        | fine prestito                                                     |
| C                | Costantino Favasuli  | Ternana        | fine prestito                                                     |
| D                | Gabriele Ferrarini   | Feralpisalò    | fine prestito                                                     |
| D                | Edoardo Pierozzi     | Cesena         | fine prestito                                                     |
| D                | Dimo Krastev         | Feralpisalò    | fine prestito                                                     |

| Cessioni         | Cessioni             | Cessioni          | Cessioni                                                      |
| R.               | Nome                 | a                 | Modalità                                                      |
| ---------------- | -------------------- | ----------------- | ------------------------------------------------------------- |
| D                | Nikola Milenković    | Nottingham Forest | definitivo (14,3 milioni €)                                   |
| D                | Niccolò Pierozzi     | Palermo           | definitivo (1 milione €)                                      |
| C                | Sofyan Amrabat       | Fenerbahçe        | prestito                                                      |
| A                | M'Bala Nzola         | Lens              | prestito                                                      |
| C                | Antonín Barák        | Kasımpaşa         | prestito                                                      |
| C                | Alessandro Bianco    | Monza             | prestito                                                      |
| C                | Lorenzo Amatucci     | Salernitana       | prestito                                                      |
| C                | Gaetano Castrovilli  | Lazio             | svincolato                                                    |
| C                | Alfred Duncan        | Venezia           | svincolato                                                    |
| A                | Aleksandr Kokorin    | Arīs Limassol     | svincolato                                                    |
| D                | Christian Dalle Mura | Ternana           | definitivo                                                    |
| C                | Costantino Favasuli  | Bari              | prestito                                                      |
| D                | Edoardo Pierozzi     | Pescara           | prestito                                                      |
| C                | Giacomo Bonaventura  | Al Shabab         | svincolato                                                    |
| A                | Nicolás González     | Juventus          | prestito (8 milioni €) con obbligo di riscatto (25 milioni €) |
| A                | Josip Brekalo        | Kasımpaşa         | prestito                                                      |
| C                | Abdelhamid Sabiri    | Ajman             | prestito                                                      |
| C                | Gino Infantino       | Al-Ain            | prestito                                                      |
| Altre operazioni |                      |                   |                                                               |
| R.               | Nome                 | a                 | Modalità                                                      |
| C                | Arthur               | Juventus          | fine prestito                                                 |
| C                | Maxime López         | Sassuolo          | fine prestito                                                 |
| A                | Andrea Belotti       | Roma              | fine prestito                                                 |
| D                | Davide Faraoni       | Verona            | fine prestito                                                 |

### Sessione invernale(dal 2/1 al 3/2)
| Acquisti         | Acquisti           | Acquisti            | Acquisti                                                          |
| R.               | Nome               | da                  | Modalità                                                          |
| ---------------- | ------------------ | ------------------- | ----------------------------------------------------------------- |
| C                | Michael Folorunsho | Napoli              | prestito (1 milione €) con diritto di riscatto (9 milioni €)      |
| D                | Nicolás Valentini  | Boca Juniors        | gratuito                                                          |
| D                | Pablo Marí         | Monza               | definitivo                                                        |
| C                | Nicolò Fagioli     | Juventus            | prestito (2,5 milioni €) con obbligo di riscatto (13,5 milioni €) |
| C                | Cher Ndour         | Paris Saint-Germain | definitivo                                                        |
| C                | Nicolò Zaniolo     | Galatasaray         | prestito con diritto di riscatto                                  |
| Altre operazioni |                    |                     |                                                                   |
| R.               | Nome               | da                  | Modalità                                                          |

| Cessioni         | Cessioni              | Cessioni    | Cessioni                                       |
| R.               | Nome                  | a           | Modalità                                       |
| ---------------- | --------------------- | ----------- | ---------------------------------------------- |
| D                | Lucas Martínez Quarta | River Plate | definitivo                                     |
| A                | Jonathan Ikoné        | Como        | prestito con diritto di riscatto               |
| D                | Michael Kayode        | Brentford   | prestito con diritto di riscatto (500 mila €)  |
| A                | Christian Kouamé      | Empoli      | prestito                                       |
| D                | Nicolás Valentini     | Verona      | prestito                                       |
| P                | Oliver Christensen    | Salernitana | prestito                                       |
| D                | Cristiano Biraghi     | Torino      | prestito                                       |
| A                | Riccardo Sottil       | Milan       | prestito con diritto di riscatto (1 milione €) |
| Altre operazioni |                       |             |                                                |
| R.               | Nome                  | da          | Modalità                                       |

## Risultati

### Serie A

#### Girone di andata
| Arbitro: | Ayroldi (Molfetta) |

|         |           |             |
| Man 22’ | Marcatori | 75’ Biraghi |

| Firenze 25 agosto 2024, ore 18:30 CEST 2ª giornata | Fiorentina      | 0 – 0 referto | Venezia | Stadio Artemio Franchi (18 915 spett.)\| Arbitro: \| Sozza (Seregno) \| |
| Arbitro:                                           | Sozza (Seregno) |               |         |                                                                         |

| Arbitro: | Colombo (Como) |

|                       |           |                       |
| Kean 45’ Gosens 90+6’ | Marcatori | 18’ Đurić 32’ Maldini |

| Arbitro: | Sacchi (Macerata) |

|                                            |           |                              |
| Retegui 21’ De Ketelaere 45’ Lookman 45+1’ | Marcatori | 15’ Martínez Quarta 32’ Kean |

| Arbitro: | Marcenaro (Genova) |

|                                    |           |          |
| Guðmundsson 49’ (rig.), 90’ (rig.) | Marcatori | 41’ Gila |

| Empoli 29 settembre 2024, ore 18:00 CEST 6ª giornata | Empoli              | 0 – 0 referto | Fiorentina | Stadio Carlo Castellani (13 053 spett.)\| Arbitro: \| Aureliano (Bologna) \| |
| Arbitro:                                             | Aureliano (Bologna) |               |            |                                                                              |

| Arbitro: | Pairetto (Nichelino) |

|                          |           |             |
| Adli 35’ Guðmundsson 73’ | Marcatori | 60’ Pulisic |

| Arbitro: | Fourneau (Roma 1) |

|  |           |                                                          |
|  | Marcatori | 20’, 45’ Cataldi 34’, 54’ Colpani 61’ Beltrán 72’ Parisi |

| Arbitro: | Sozza (Seregno) |

|                                                             |           |          |
| Kean 9’, 41’ Beltrán 17’ (rig.) Bove 52’ Hummels 71’ (aut.) | Marcatori | 39’ Koné |

| Arbitro: | Chiffi (Padova) |

|  |           |            |
|  | Marcatori | 72’ Gosens |

| Arbitro: | La Penna (Roma 1) |

|  |           |          |
|  | Marcatori | 41’ Kean |

| Arbitro: | Zufferli (Udine) |

|                     |           |            |
| Kean 4’, 59’, 90+2’ | Marcatori | 18’ Serdar |

| Arbitro: | Marchetti (Ostia Lido) |

|  |           |                   |
|  | Marcatori | 19’ Adli 68’ Kean |

| Arbitro: | Doveri (Roma 1) |

|                           |           |  |
| Ranieri 59’ Kean 68’, 89’ | Marcatori |  |

| Arbitro: | Piccinini (Forlì) |

|             |           |  |
| Cataldi 24’ | Marcatori |  |

| Arbitro: | Fabbri (Ravenna) |

|             |           |  |
| Odgaard 56’ | Marcatori |  |

| Arbitro: | Marcenaro (Genova) |

|                |           |                       |
| Kean 8’ (rig.) | Marcatori | 49’ Lucca 57’ Thauvin |

| Arbitro: | Mariani (Aprilia) |

|                    |           |                     |
| K. Thuram 20’, 48’ | Marcatori | 38’ Kean 87’ Sottil |

| Arbitro: | Manganiello (Pinerolo) |

|  |           |                                           |
|  | Marcatori | 29’ Neres 54’ (rig.) Lukaku 68’ McTominay |

#### Girone di ritorno
| Arbitro: | Dionisi (L'Aquila) |

|                         |           |                    |
| Ciurria 44’ Maldini 63’ | Marcatori | 74’ (rig.) Beltrán |

| Arbitro: | Marinelli (Tivoli) |

|          |           |              |
| Kean 38’ | Marcatori | 70’ Gineitis |

| Arbitro: | Rapuano (Rimini) |

|               |           |                      |
| Marušić 90+2’ | Marcatori | 11’ Adli 17’ Beltrán |

| Arbitro: | Collu (Cagliari) |

|                         |           |               |
| Kean 9’ Guðmundsson 30’ | Marcatori | 55’ De Winter |

| Arbitro: | La Penna (Roma 1) |

|                                     |           |                       |
| Pongračić 28’ (aut.) Arnautović 52’ | Marcatori | 44’ (rig.) Mandragora |

| Arbitro: | Piccinini (Forlì) |

|  |           |                  |
|  | Marcatori | 41’ Diao 66’ Paz |

| Arbitro: | Di Bello (Brindisi) |

|               |           |  |
| Bernède 90+5’ | Marcatori |  |

| Arbitro: | Marinelli (Tivoli) |

|           |           |  |
| Gosens 9’ | Marcatori |  |

| Arbitro: | Colombo (Como) |

|                          |           |                 |
| Lukaku 26’ Raspadori 60’ | Marcatori | 66’ Guðmundsson |

| Arbitro: | Fabbri (Ravenna) |

|                                           |           |  |
| Gosens 15’ Mandragora 18’ Guðmundsson 53’ | Marcatori |  |

| Arbitro: | Doveri (Roma 1) |

|          |           |  |
| Kean 45’ | Marcatori |  |

| Arbitro: | Ayroldi (Molfetta) |

|                       |           |                          |
| Abraham 23’ Jović 64’ | Marcatori | 7’ (aut.) Thiaw 10’ Kean |

| Firenze 13 aprile 2025, ore 15:00 CEST 32ª giornata | Fiorentina             | 0 – 0 referto | Parma | Stadio Artemio Franchi (21 355 spett.)\| Arbitro: \| Manganiello (Pinerolo) \| |
| Arbitro:                                            | Manganiello (Pinerolo) |               |       |                                                                                |

| Arbitro: | Marinelli (Tivoli) |

|            |           |                        |
| Piccoli 7’ | Marcatori | 36’ Gosens 48’ Beltrán |

| Arbitro: | Rapuano (Rimini) |

|                        |           |             |
| Adli 7’ Mandragora 25’ | Marcatori | 57’ Fazzini |

| Arbitro: | Chiffi (Padova) |

|              |           |  |
| Dovbyk 45+5’ | Marcatori |  |

| Arbitro: | Marchetti (Ostia Lido) |

|                         |           |                |
| Candé 60’ Oristanio 68’ | Marcatori | 77’ Mandragora |

| Arbitro: | Zufferli (Udine) |

|                                    |           |                           |
| Parisi 13’ Richardson 67’ Kean 84’ | Marcatori | 61’ Dallinga 79’ Orsolini |

| Arbitro: | Marcenaro (Genova) |

|                        |           |                                  |
| Lucca 26’ Kabasele 61’ | Marcatori | 46’ Fagioli 57’ Comuzzo 82’ Kean |

### Coppa Italia
Fase a eliminazione diretta
| Arbitro: | Giua (Olbia) |

|                                         |                      |                                             |
| Kean 59’ Sottil 70’                     | Marcatori            | 4’ Ekong 75’ Esposito                       |
| Guðmundsson Kouamé Ranieri Kean Cataldi | Tiri di rigore 3 – 4 | Colombo Ekong Henderson Marianucci Esposito |

### UEFA Conference League

#### Qualificazioni
| Arbitro: | Delajod |

|                                           |           |                                      |
| Sottil 45+3’ Martínez Quarta 67’ Kean 75’ | Marcatori | 8’ (rig.) Nagy 12’ Soisalo 89’ Golla |

| Arbitro: | Nobre |

|                                      |                      |                                              |
| Nagy 90+7’ (rig.)                    | Marcatori            | 59’ Kean                                     |
| Komáromi Favorov Golla Szolnoki Nagy | Tiri di rigore 4 – 5 | Mandragora Kouamé Colpani Richardson Biraghi |

#### Fase campionato
| Arbitro: | Gishamer |

|                   |           |  |
| Adli 65’ Kean 68’ | Marcatori |  |

| Arbitro: | Frid |

|                          |           |                                                 |
| Mambimbi 23’ Görtler 62’ | Marcatori | 50’ Martínez Quarta 54’, 69’ Ikoné 90+3’ Gosens |

| Arbitro: | Letexier |

|                        |           |           |
| Donis 37’ Abagna 45+1’ | Marcatori | 74’ Ikoné |

| Arbitro: | Eskås |

|                                                  |           |                    |
| Kouamé 38’ Goldar 53’ (aut.) Martínez Quarta 72’ | Marcatori | 68’ Jairo 87’ Jajá |

| Arbitro: | Berke |

| |           |  |
| Sottil 10’, 58’ Ikoné 22’ Richardson 39’ Mandragora 69’ Stojković 82’ (aut.) Guðmundsson 85’ (rig.) | Marcatori |  |

| Arbitro: | Xhaja |

|             |           |                |
| Gustavo 33’ | Marcatori | 87’ Mandragora |

#### Fase a eliminazione diretta

##### Ottavi di finale
| Arbitro: | Lambrechts |

|                                      |           |                         |
| Świderski 5’ Maksimović 19’ Tetê 55’ | Marcatori | 20’ Beltrán 23’ Fagioli |

| Arbitro: | Beaton |

|                                         |           |                      |
| Mandragora 12’ Guðmundsson 24’ Kean 75’ | Marcatori | 81’ (rig.) Iōannidīs |

##### Quarti di finale
| Arbitro: | Zwayer |

|                              |           |                                   |
| Delaurier-Chaubet 68’ (rig.) | Marcatori | 27’ Ranieri 62’ (rig.) Mandragora |

| Arbitro: | João Pinheiro |

|                         |           |                       |
| Mandragora 37’ Kean 67’ | Marcatori | 54’ Matko 65’ Nemanič |

##### Semifinale
| Arbitro: | Oliver |

|                          |           |             |
| Ezzalzouli 6’ Antony 64’ | Marcatori | 72’ Ranieri |

| Arbitro: | Nyberg |

|                 |           |                           |
| Gosens 34’, 42’ | Marcatori | 30’ Antony 97’ Ezzalzouli |

## Statistiche finali

### Statistiche di squadra
| Competizione      | Punti | In casa | In casa | In casa | In casa | In casa | In casa | In trasferta | In trasferta | In trasferta | In trasferta | In trasferta | In trasferta | In campo neutro | In campo neutro | In campo neutro | In campo neutro | In campo neutro | In campo neutro | Totale | Totale | Totale | Totale | Totale | Totale | DR  |
| Competizione      | Punti | G       | V       | N       | P       | Gf      | Gs      | G            | V            | N            | P            | Gf           | Gs           | G               | V               | N               | P               | Gf              | Gs              | G      | V      | N      | P      | Gf     | Gs     | DR  |
| ----------------- | ----- | ------- | ------- | ------- | ------- | ------- | ------- | ------------ | ------------ | ------------ | ------------ | ------------ | ------------ | --------------- | --------------- | --------------- | --------------- | --------------- | --------------- | ------ | ------ | ------ | ------ | ------ | ------ | --- |
| Serie A           | 65    | 19      | 12      | 4       | 3       | 32      | 18      | 19           | 7            | 4            | 8            | 28           | 23           | -               | -               | -               | -               | -               | -               | 38     | 19     | 8      | 11     | 60     | 41     | +19 |
| Coppa Italia      | -     | 1       | 0       | 1       | 0       | 2       | 2       | 0            | 0            | 0            | 0            | 0            | 0            | -               | -               | -               | -               | -               | -               | 1      | 0      | 1      | 0      | 2      | 2      | 0   |
| Conference League | 13    | 7       | 4       | 3       | 0       | 22      | 10      | 7            | 2            | 2            | 3            | 12           | 12           | -               | -               | -               | -               | -               | -               | 14     | 6      | 5      | 3      | 34     | 22     | +12 |
| Totale            | -     | 27      | 16      | 8       | 3       | 56      | 30      | 26           | 9            | 6            | 11           | 40           | 35           | -               | -               | -               | -               | -               | -               | 53     | 25     | 14     | 14     | 96     | 65     | +31 |

### Andamento in campionato
| Giornata  | 1 | 2  | 3  | 4  | 5  | 6  | 7  | 8 | 9 | 10 | 11 | 12 | 13 | 14 | 15 | 16 | 17 | 18 | 19 | 20 | 21 | 22 | 23 | 24 | 25 | 26 | 27 | 28 | 29 | 30 | 31 | 32 | 33 | 34 | 35 | 36 | 37 | 38 |
| --------- | - | -- | -- | -- | -- | -- | -- | - | - | -- | -- | -- | -- | -- | -- | -- | -- | -- | -- | -- | -- | -- | -- | -- | -- | -- | -- | -- | -- | -- | -- | -- | -- | -- | -- | -- | -- | -- |
| Luogo     | T | C  | C  | T  | C  | T  | C  | T | C | T  | T  | C  | T  | C  | C  | T  | C  | T  | C  | T  | C  | T  | C  | T  | C  | T  | C  | T  | C  | C  | T  | C  | T  | C  | T  | T  | C  | T  |
| Risultato | N | N  | N  | P  | V  | N  | V  | V | V | V  | V  | V  | V  | V  | V  | P  | P  | N  | P  | P  | N  | V  | V  | P  | P  | P  | V  | P  | V  | V  | N  | N  | V  | V  | P  | P  | V  | V  |
| Posizione | 5 | 12 | 11 | 14 | 11 | 11 | 11 | 5 | 4 | 3  | 3  | 2  | 2  | 4  | 3  | 4  | 5  | 5  | 5  | 6  | 6  | 6  | 5  | 6  | 6  | 6  | 6  | 8  | 8  | 8  | 8  | 8  | 8  | 8  | 8  | 9  | 7  | 6  |

Legenda:

Luogo: C = Casa; T = Trasferta. Risultato: V = Vittoria; N = Pareggio; P = Sconfitta.

### Statistiche dei giocatori
| Giocatore          | Serie A  | Serie A | Serie A     | Serie A    | Coppa Italia | Coppa Italia | Coppa Italia | Coppa Italia | Conference League | Conference League | Conference League | Conference League | Totale   | Totale | Totale      | Totale     |
| Giocatore          | Presenze | Reti    | Ammonizioni | Espulsioni | Presenze     | Reti         | Ammonizioni  | Espulsioni   | Presenze          | Reti              | Ammonizioni       | Espulsioni        | Presenze | Reti   | Ammonizioni | Espulsioni |
| ------------------ | -------- | ------- | ----------- | ---------- | ------------ | ------------ | ------------ | ------------ | ----------------- | ----------------- | ----------------- | ----------------- | -------- | ------ | ----------- | ---------- |
| Y. Adli            | 25       | 4       | 3           | 1          | 0            | 0            | 0            | 0            | 9                 | 1                 | 1                 | 0                 | 34       | 5      | 4           | 1          |
| S. Amrabat         | 2        | 0       | 0           | 0          | 0            | 0            | 0            | 0            | 2                 | 0                 | 0                 | 0                 | 4        | 0      | 0           | 0          |
| A. Barák           | 1        | 0       | 0           | 0          | 0            | 0            | 0            | 0            | 0                 | 0                 | 0                 | 0                 | 1        | 0      | 0           | 0          |
| A. Bianco          | 1        | 0       | 0           | 0          | 0            | 0            | 0            | 0            | 1                 | 0                 | 0                 | 0                 | 2        | 0      | 0           | 0          |
| L. Beltrán         | 32       | 5       | 5           | 0          | 1            | 0            | 0            | 0            | 13                | 1                 | 0                 | 0                 | 46       | 6      | 5           | 0          |
| C. Biraghi         | 7        | 1       | 1           | 0          | 0            | 0            | 0            | 0            | 5                 | 0                 | 0                 | 0                 | 12       | 1      | 1           | 0          |
| E. Bove            | 12       | 1       | 3           | 0          | 0            | 0            | 0            | 0            | 3                 | 0                 | 0                 | 0                 | 15       | 1      | 3           | 0          |
| M. Caprini         | 2        | 0       | 0           | 0          | 0            | 0            | 0            | 0            | 0                 | 0                 | 0                 | 0                 | 2        | 0      | 0           | 0          |
| D. Cataldi         | 26       | 3       | 1           | 0          | 1            | 0            | 0            | 0            | 7                 | 0                 | 1                 | 0                 | 34       | 3      | 2           | 0          |
| A. Colpani         | 25       | 2       | 1           | 0          | 1            | 0            | 0            | 0            | 5                 | 0                 | 0                 | 0                 | 31       | 2      | 1           | 0          |
| O. Christensen     | 0        | -0      | 0           | 0          | 0            | -0           | 0            | 0            | 0                 | -0                | 0                 | 0                 | 0        | -0     | 0           | 0          |
| P. Comuzzo         | 32       | 1       | 5           | 0          | 1            | 0            | 0            | 0            | 10                | 0                 | 3                 | 1                 | 43       | 1      | 8           | 1          |
| D. de Gea          | 34       | -36     | 1           | 0          | 0            | -0           | 0            | 0            | 7                 | -12               | 0                 | 0                 | 41       | -48    | 1           | 0          |
| Dodô               | 34       | 0       | 7           | 0          | 1            | 0            | 0            | 0            | 10                | 0                 | 5                 | 0                 | 45       | 0      | 12          | 0          |
| N. Fagioli         | 14       | 1       | 0           | 0          | 0            | 0            | 0            | 0            | 6                 | 1                 | 1                 | 0                 | 20       | 2      | 1           | 0          |
| M. Folorunsho      | 13       | 0       | 4           | 0          | 0            | 0            | 0            | 0            | 5                 | 0                 | 3                 | 0                 | 18       | 0      | 7           | 0          |
| R. Gosens          | 31       | 5       | 6           | 0          | 1            | 0            | 1            | 0            | 8                 | 3                 | 0                 | 0                 | 40       | 8      | 7           | 0          |
| A. Guðmundsson     | 24       | 6       | 2           | 0          | 1            | 0            | 0            | 0            | 8                 | 2                 | 0                 | 0                 | 33       | 8      | 2           | 0          |
| J. Harder          | 0        | 0       | 0           | 0          | 0            | 0            | 0            | 0            | 1                 | 0                 | 0                 | 0                 | 1        | 0      | 0           | 0          |
| J. Ikoné           | 14       | 0       | 0           | 0          | 1            | 0            | 0            | 0            | 8                 | 4                 | 1                 | 0                 | 23       | 4      | 1           | 0          |
| M. Kayode          | 5        | 0       | 0           | 0          | 0            | 0            | 0            | 0            | 7                 | 0                 | 0                 | 0                 | 12       | 0      | 0           | 0          |
| M. Kean            | 32       | 19      | 6           | 0          | 1            | 1            | 0            | 0            | 11                | 5                 | 2                 | 0                 | 44       | 25     | 8           | 0          |
| C. Kouamé          | 18       | 0       | 1           | 0          | 1            | 0            | 0            | 0            | 8                 | 0                 | 3                 | 0                 | 27       | 0      | 4           | 0          |
| R. Mandragora      | 28       | 3       | 7           | 0          | 0            | 0            | 0            | 0            | 13                | 5                 | 2                 | 0                 | 41       | 8      | 9           | 0          |
| P. Marí            | 12       | 0       | 2           | 0          | 0            | 0            | 0            | 0            | 0                 | 0                 | 0                 | 0                 | 12       | 0      | 2           | 0          |
| T. Martinelli      | 0        | -0      | 0           | 0          | 0            | 0            | 0            | 0            | 1                 | -0                | 0                 | 0                 | 1        | 0      | 0           | 0          |
| L. Martínez Quarta | 8        | 1       | 1           | 0          | 1            | 0            | 0            | 0            | 7                 | 3                 | 3                 | 1                 | 16       | 4      | 4           | 1          |
| M. Moreno          | 4        | 0       | 0           | 0          | 0            | 0            | 0            | 0            | 8                 | 0                 | 3                 | 0                 | 12       | 0      | 3           | 0          |
| C. Ndour           | 8        | 0       | 1           | 0          | 0            | 0            | 0            | 0            | 0                 | 0                 | 0                 | 0                 | 8        | 0      | 1           | 0          |
| F. Parisi          | 25       | 2       | 3           | 0          | 1            | 0            | 0            | 0            | 13                | 0                 | 2                 | 0                 | 39       | 2      | 5           | 0          |
| M. Pongračić       | 19       | 0       | 3           | 1          | 0            | 0            | 0            | 0            | 8                 | 0                 | 4                 | 0                 | 27       | 0      | 7           | 1          |
| L. Ranieri         | 35       | 1       | 6           | 0          | 1            | 0            | 0            | 0            | 11                | 2                 | 4                 | 1                 | 47       | 3      | 10          | 1          |
| A. Richardson      | 26       | 1       | 6           | 0          | 1            | 0            | 0            | 0            | 11                | 1                 | 1                 | 0                 | 38       | 2      | 7           | 0          |
| T. Rubino          | 1        | 0       | 0           | 0          | 0            | 0            | 0            | 0            | 1                 | 0                 | 1                 | 0                 | 2        | 0      | 1           | 0          |
| R. Sottil          | 18       | 1       | 1           | 0          | 1            | 1            | 0            | 0            | 6                 | 3                 | 1                 | 0                 | 25       | 5      | 2           | 0          |
| P. Terracciano     | 3        | -3      | 0           | 0          | 1            | -2           | 0            | 0            | 6                 | -10               | 0                 | 0                 | 10       | -15    | 0           | 0          |
| N. Valentini       | 0        | 0       | 0           | 0          | 0            | 0            | 0            | 0            | 0                 | 0                 | 0                 | 0                 | 0        | 0      | 0           | 0          |
| N. Zaniolo         | 9        | 0       | 2           | 0          | 0            | 0            | 0            | 0            | 4                 | 0                 | 2                 | 0                 | 13       | 0      | 4           | 0          |

## Giovanili

### Piazzamenti
Primavera
- Campionato: 4º posto (Regular Season)   2º posto (Finalista) nei Play-off scudetto
- Coppa Italia: Quarti di finale
- Supercoppa Primavera:  2º posto

Under-18
- Campionato: 8º posto
- Torneo di Viareggio:  2º posto

Under-17
- Campionato: 4º posto (Girone C) - Primo turno dei Play Off scudetto

Under-16
- Campionato: 4º posto (Girone C) - Ottavi dei Play Off scudetto

Under-15
- Campionato: 1º posto (girone C) -  2º posto (Finalista) nei Play-off scudetto